# Лилия халцедонская
Ли́лия халцедо́нская (лат. Lílium chalcedónicum) — вид однодольных цветковых растений, входящий в семейство Лилейные (Liliaceae). Включена в подрод Martagon рода Лилия (Lilium).

## Название
Лилия халцедонская была описана Карлом Линнеем в книге Species plantarum в 1753 году, условная дата опубликования которой принята за исходный пункт ботанической номенклатуры. Ранее, в 1629 году, Джон Паркинсон описывал это растение под названием Lilium rubrum Byzantinum, five Martagon Constantinopolitanum.

## Ботаническое описание
Многолетнее травянистое растение, достигающее 0,6—1,2 м в высоту. Стебель жёсткий, зелёный, с фиолетовым оттенком, покрытый беловатым войлочным опушением. Луковица крупная, продолговатая, сиреневатая, острочешуйчатая.
Листья многочисленные, сидячие, линейно-ланцетовидные, в нижней части растения до 15 см длиной, прицветные — более короткие.
Цветки с запахом, до 10 см в диаметре, повислые, собраны по 3—8 или более в рыхлые кистевидные соцветия. Доли околоцветника толстые, сильно отгибающиеся назад, ярко-красно-оранжевые, в основании бородавчатые, иногда покрытые фиолетовыми пятнышками. Тычинки красные, с ярко-красным пыльником.
Плод — яйцевидная коробочка.

## Распространение и использование
Лилия халцедонская в дикой природе произрастает в Греции и на прибрежных Ионических островах, а также в Малой Азии.
Известно несколько садовых форм лилии халцедонской. Среди них редкая разновидность maculátum (также известная как excélsum), более крупная, с одиночыми пятнистыми цветками. У május цветко более крупные, у graécum — наоборот, более мелкие. Heldréichii цветёт на несколько недель раньше типовой разновидности.

## Классификация

### Таксономия
Вид Лилия халцедонская входит в род Лилия (Lilium) семейства Лилейные (Liliaceae) порядка Лилиецветные (Liliales).
|  |                                      |  |                                                               |                                                               |                    |  | ещё 9 семейств (согласно Системе APG III) | ещё 9 семейств (согласно Системе APG III) |                        |  |  |  | ещё более 110 видов |
|  |                                      |  |                                                               |                                                               |                    |  | ещё 9 семейств (согласно Системе APG III) | ещё 9 семейств (согласно Системе APG III) |                        |  |  |  | ещё более 110 видов |
|  |                                      |  |                                                               | порядок Лилиецветные                                          |                    |  |                                           |                                           | род Лилия              |  |  |  |                     |
|  |                                      |  |                                                               | порядок Лилиецветные                                          |                    |  |                                           |                                           | род Лилия              |  |  |  |                     |
|  | отдел Цветковые, или Покрытосеменные |  |                                                               |                                                               | семейство Лилейные |  |                                           |                                           | вид Лилия халцедонская |  |  |  |                     |
|  | отдел Цветковые, или Покрытосеменные |  |                                                               |                                                               | семейство Лилейные |  |                                           |                                           |                        |  |  |  |                     |
|  |                                      |  | ещё 58 порядков цветковых растений (согласно Системе APG III) | ещё 58 порядков цветковых растений (согласно Системе APG III) |                    |  |                                           | ещё 16 родов                              | ещё 16 родов           |  |  |  |                     |
|  |                                      |  |                                                               | ещё 58 порядков цветковых растений (согласно Системе APG III) |                    |  |                                           |                                           | ещё 16 родов           |  |  |  |                     |

### Синонимы
- Lilium byzantinum Duch., 1871
- Lilium carniolicum Heldr. ex Freyn, 1880, nom. illeg.
- Lilium chalcedonicum subsp. heldreichii (Freyn) K.Richt., 1890
- Lilium heldreichii Freyn, 1880
- Lilium miniatum Salisb., 1796, nom. illeg.